# 普羅維登斯 (印地安納州)
普羅維登斯（英語：Providence）是位於美國印地安納州約翰遜縣的一個非建制地區。該地的面積和人口皆未知。